# Ryszewko (województwo kujawsko-pomorskie)
Ryszewko – wieś w Polsce położona w województwie kujawsko-pomorskim, w powiecie żnińskim, w gminie Gąsawa.

## Położenie

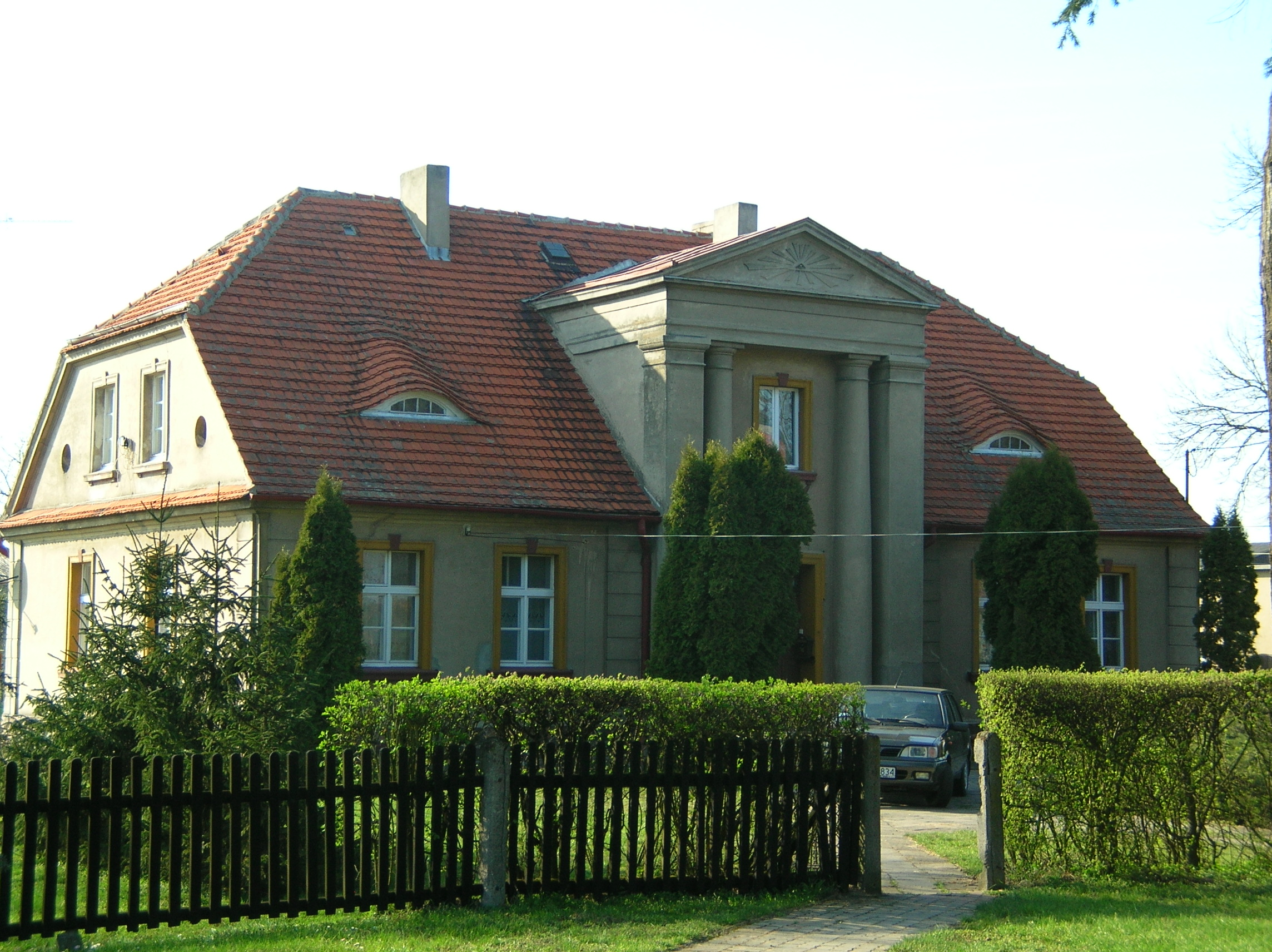
Plebania we wsi Ryszewko

Wieś duchowna, własność opata kanoników regularnych w Trzemesznie pod koniec XVI wieku leżała w powiecie kcyńskim województwa kaliskiego. W latach 1975–1998 miejscowość położona była w województwie bydgoskim. Według Narodowego Spisu Powszechnego (III 2011 r.) liczyła 101 mieszkańców. Jest piętnastą co do wielkości miejscowością gminy Gąsawa.

## Zabytki
Według rejestru zabytków NID na listę zabytków wpisane są:
- drewniany kościół parafialny św. Marii Magdaleny z 2. połowy XVIII wieku, nr rej.: AK I-11a/282/33 z 14.03.1933
- drewniana dzwonnica, nr rej.: AK I-11a/282/33 z 14.03.1933

## Urodzeni w Ryszewku
- Antoni Słomkowski – polski duchowny rzymskokatolicki, teolog, rektor Katolickiego Uniwersytetu Lubelskiego[6].